# Андреј Хиоски
Свети мученик Андреј Хиоски је хришћански светитељ. Пострадао је за веру од Турака 1465. године у Цариграду.
Српска православна црква слави га 29. маја по црквеном, а 11. јуна по грегоријанском календару.